# Propières
Propières é uma comuna francesa na região administrativa de Auvérnia-Ródano-Alpes, no departamento do Ródano. Estende-se por uma área de 16 km². Em 2010 a comuna tinha 498 habitantes (densidade: 31,1 hab./km²).